# Kim Jong-hun
Kim Jong-hun (ur. 1 września 1956) – trener piłkarski i były północnokoreański piłkarz, były selekcjoner reprezentacji Korei Północnej. Za jego kadencji, Korea Północna po raz drugi w historii zakwalifikowała się do mistrzostw świata, poprzednio dokonała tego w 1966 roku.